# David Lafata
David Lafata (České Budějovice, República Txeca, 18 de setembre de 1981) és un futbolista txec. Juga de davanter i el seu primer equip va ser el S.K. Dynamo České Budějovice.

## Selecció nacional
Ha estat internacional amb la Selecció nacional de futbol de República Txeca, ha jugat 4 partits internacionals i ha marcat 2 gols.

## Clubs
| Club                | País    | Any       |
| ------------------- | ------- | --------- |
| SK České Budějovice | Txèquia | 1999-2001 |
| FC Vysočina Jihlava | Txèquia | 2002      |
| SK České Budějovice | Txèquia | 2002-2005 |
| Skoda Xanthi        | Grècia  | 2005-2006 |
| FK Jablonec 97      | Txèquia | 2006-2007 |
| Àustria Viena       | Àustria | 2007-2008 |
| FK Jablonec 97      | Txèquia | 2008-2012 |
| Sparta Praha        | Txèquia | 2012-     |